# 中嶋美年子
中嶋 美年子（なかじま みねこ、1973年2月4日 - ）は、会社員、元フリーアナウンサー、ファイナンシャル・プランナー。元オールウェーブ・アソシエツ所属。

## 人物・来歴
神奈川県横浜市出身。かつては科学系のテレビ番組に出演していたが、その後、天気予報番組やニュース番組でお天気キャスターを務めた。お天気キャスターとしての経歴は5年以上あるが、2006年末現在、気象予報士の資格は取得していない。なお、テレビ番組での肩書きは「お天気キャスター」ではなく「気象キャスター」となっている。
元所属事務所のプロフィールによると、ファイナンシャル・プランナー、防災士、ジュニアベジタブル&フルーツマイスターなどの資格を持っている。気象キャスターネットワークには「防災士」で加入資格を満たした。
ニュース番組のリポーターとしてテレビ出演をしていたほか、お天気キャスターの養成学校において講師として後進の指導に当たっていた。また、チーム・マイナス6%に参加していた。
ダジャレ好きでよく披露している。
2008～10年早稲田大学大学院公共経営研究科で環境問題を学んだ後、2011年に三菱地所に入社し、都市計画事業室に勤務。『丸の内打ち水プロジェクト』の実行委員を務めている。
2019年5月14日のテレビ東京の情報番組「よじごじDays」の生中継コーナーに三菱地所の社員として出演。MARUNOUCHI STREET PARKの仕掛け人としてイベントの紹介を行った。

## フリーアナウンサー時代の出演番組
- 「やってみよう　なんでも実験」（NHK教育）- 科学実験のフィールドリポーターとして出演。
- 「スーパーモーニングライブ&モーニングライブ」（NNN24）
- 「探検!未来のエネルギー」 （サイエンスチャンネル）リポーターとして出演。
- 「日本列島あすの天気」（TBS）キャスターとして出演。
- 「NNN24ニュース朝いち430」（NNN24→日テレNEWS24・日本テレビ）2001年10月 - 2006年3月。気象キャスターとして出演。お天気コーナーのほかに「中嶋美年子の作ってミネ～」と題し、手作り料理を紹介するミニコーナーを担当していた。
- 「Oha!4 NEWS LIVE」（日テレNEWS24・日本テレビ）2006年4月 - 2006年9月。気象キャスターとして出演。
- 「NNN Newsリアルタイム」（日本テレビ） - 2006年10月～2010年3月、「リアル特集」のリポーターとして1～2か月に一度程度のペースで不定期出演していた。
- 「news every.」（日本テレビ） - 2010年9月～、「特集コーナー」のリポーター。

## 映画
- アイス・エイジ2

## 舞台
- 「あしたはあした」（お天気や） - 2005年11月5日、11月6日。宵山プロデューサー役として出演。